# 長虹公園駅
長虹公園駅（ちょうこうこうえん-えき）は中華人民共和国天津市南開区に位置する天津地下鉄の駅。2号線、6号線が乗り入れ、合計2箇所の出入口がある。

## 駅構造

### 2号線
- 島式ホーム1面2線の地下駅で、ホームドアが設置されている。

### 6号線
- 島式ホーム1面2線の地下駅で、ホームドアが設置されている。

## 歴史
- 2012年7月1日 - 天津地下鉄2号線が開業。[1]
- 2016年8月6日 - 天津地下鉄6号線が開業。

## 隣の駅
- ■2号線

咸陽路駅 - 長虹公園駅 - 広開四馬路駅
- ■6号線

人民医院駅 - 長虹公園駅 - 宜賓道駅

## 参考
1. ↑  “2号线站点介绍”.   天津市地下鉄道集団. 2017年3月8日閲覧。